# Studiolo di Belfiore
Lo studiolo di Belfiore era uno degli ambienti della scomparsa Delizia di Belfiore. Questa delizia, costruita attorno alla fine del XIV secolo a nord rispetto al nucleo urbano di Ferrara e quindi fuori dalle mura cittadine del periodo, era in quegli anni la più importante, ricercata e fonte di ammirazione nei visitatori. Voluto da Lionello d'Este nel 1447, ma completato in larga parte all'epoca di Borso fino al 1463 circa, è stato il primo studiolo principesco italiano. Nelle sue decorazioni, oggi pervenuteci solo in parte e disperse in vari musei, si coglie il nascere e la ricchezza di stimoli della scuola ferrarese di pittura.

## Storia
La decorazione della Delizia di Belfiore a Ferrara fu concepita da Guarino Veronese, già precettore di Lionello, che pensò a un ciclo pittorico dedicato alle nove Muse. L'erudito compose dei versi per ricostruire l'aspetto delle divinità greche e le mansioni che ciascuna musa avrebbe dovuto svolgere; il 5 novembre 1447 Veronese inviò una lettera al principe che conteneva la descrizione delle muse e l'identificazione di queste con le attività umane, in particolare con l'agricoltura, una scelta dettata dalla volontà di celebrare l'interesse di Lionello per i propri territori.
Quando Ciriaco d'Ancona visitò la Belfiore nel 1449 erano già presenti due tavole raffiguranti Clio e Melpomene, realizzate da Angelo Maccagnino da Siena. Subentrarono poi Michele Pannonio e Cosmè Tura per i dipinti di Thalia  e Calliope.
Alcune delle raffigurazioni delle muse non coincidono col programma immaginato da Guarino, probabilmente perché per completare il ciclo pittorico e lo studiolo ci volle molto tempo, e con la morte di Lionello nel 1450 il progetto passò nelle mani di Borso, dunque il programma iconografico potrebbe essere stato modificato in corso d'opera. Nel 1632 un incendio distrusse il palazzo e da allora le decorazioni dello studiolo furono disperse.

## Descrizione
La decorazione dello studiolo era composta da tarsie dei da Lendinara e da un ciclo pittorico di Muse su tavola opera di vari artisti, disperse o distrutte dopo la scomparsa del palazzo. Sulla base di una lettera del Guarino datata 5 novembre 1447 sono oggi state riconosciute otto delle nove tavole originarie.
Esse sono:
1. Erato, 122x72 cm, attribuita ad Angelo Maccagnino e un collaboratore di Cosmè Tura, oggi alla Pinacoteca nazionale di Ferrara
2. Urania, 122x72 cm, di anonimo ferrarese, oggi alla Pinacoteca nazionale di Ferrara
3. Tersicore, 117,5x81 cm, attribuita ad Angelo Maccagnino e Cosmè Tura, oggi nel Museo Poldi Pezzoli di Milano[2]
4. Talia, 136x82 cm, di Michele Pannonio, oggi nel Museo di belle arti di Budapest
5. Euterpe, 105x38,7 cm, di anonimo ferrarese, oggi nel Museo di belle arti di Budapest
6. Melpomene, 105x38,3 cm, di anonimo ferrarese, oggi nel Museo di belle arti di Budapest
7. Polimnia, 115x71 cm, di anonimo ferrarese, oggi nella Gemäldegalerie di Berlino
8. Calliope, 116x71 cm, di Cosmè Tura, oggi nella National Gallery di Londra

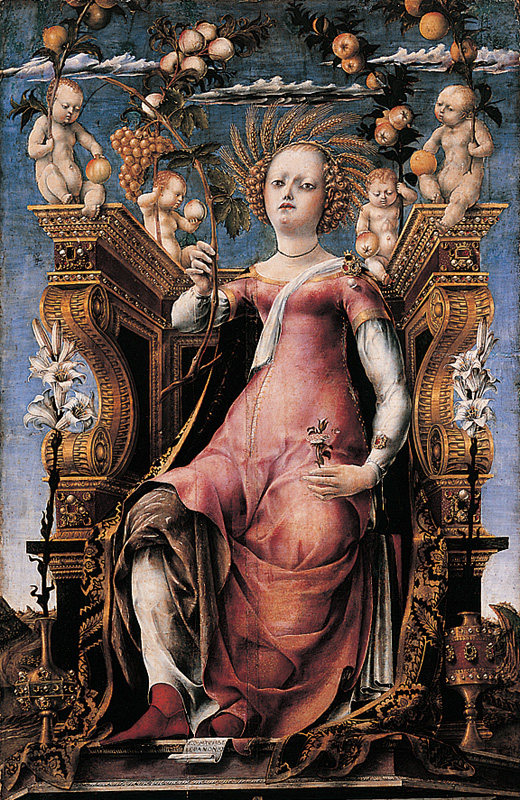
Michele Pannonio, Thalia, Museo di Belle Arti, Budapest.
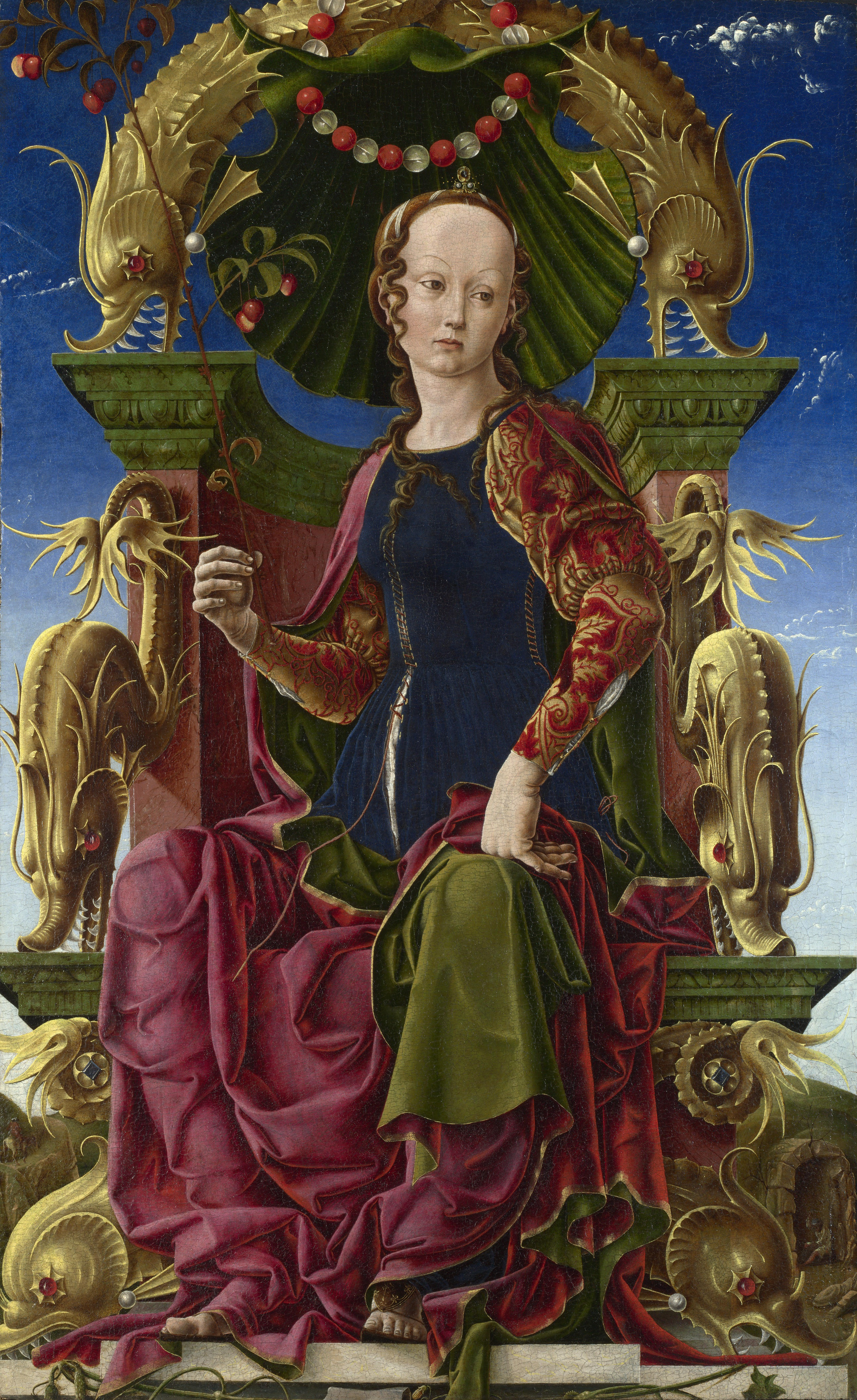
Cosmè Tura, Calliope, National Gallery, Londra.
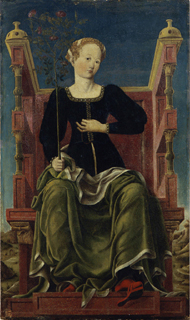
Angelo Maccagnino e Cosmè Tura, Erato, Pinacoteca Nazionale di Ferrara, Ferrara.
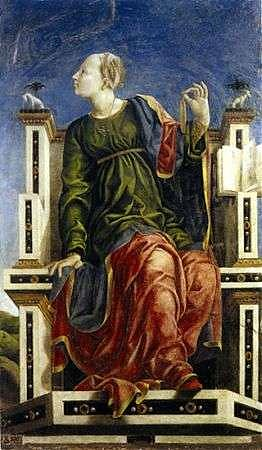
Anonimo ferrarese, Urania, Pinacoteca Nazionale di Ferrara, Ferrara.
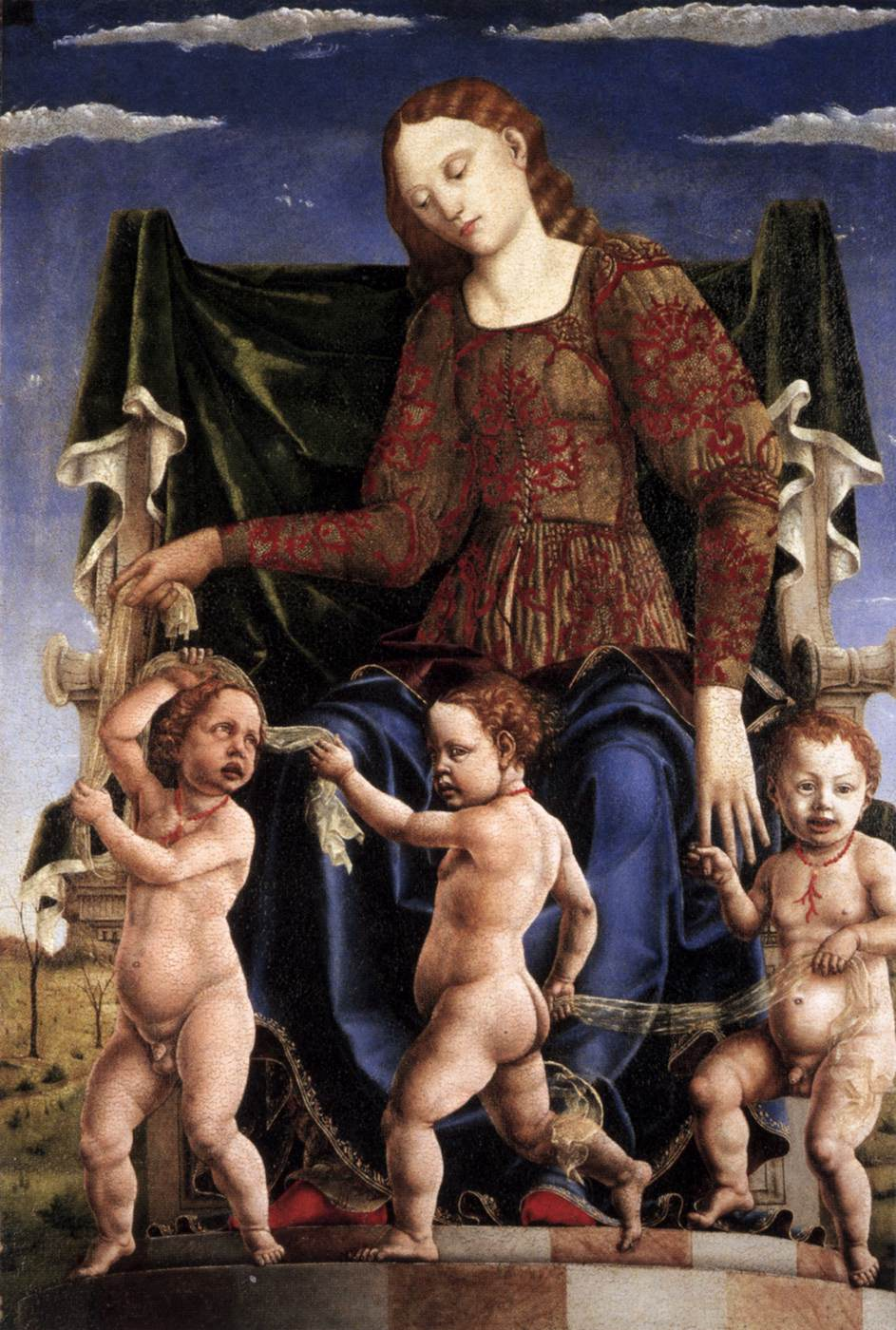
Angelo Maccagnino e Cosmè Tura, Tersicore, Museo Poldi Pezzoli, Milano
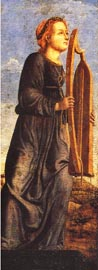
Anonimo ferrarese, Melpomene, Museo di Belle Arti, Budapest.
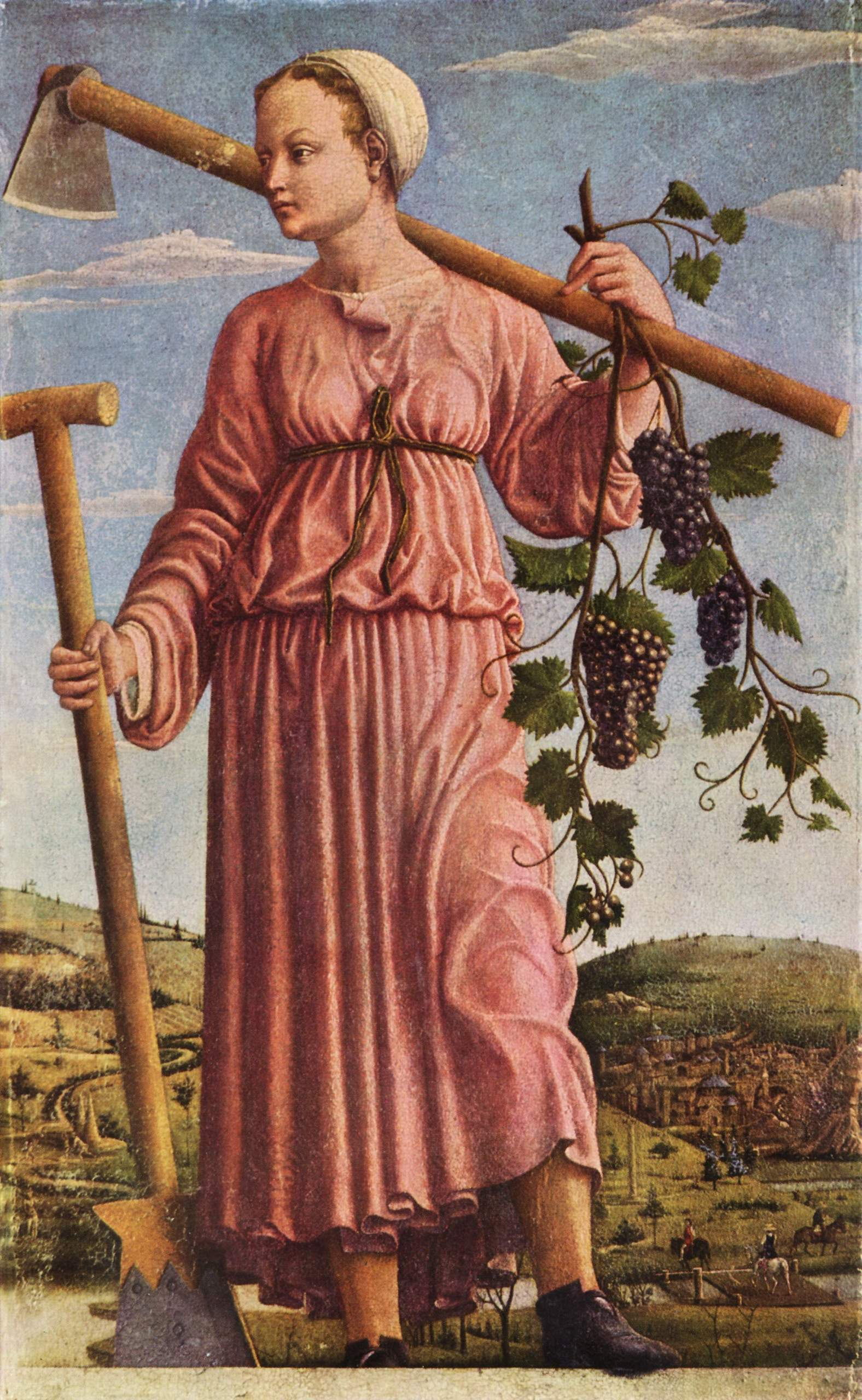
Anonimo ferrarese, Polimnia, Gemäldegalerie, Berlino.
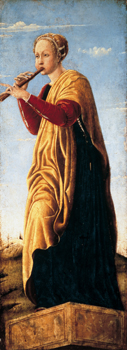
Anonimo ferrarese, Euterpe, Museo di Belle Arti, Budapest.

La connotazione delle muse è molto singolare, ricca di rimandi incrociati a numerose simbologie, che in passato hanno dato origine a svariate interpretazioni: Thalia era ad esempio identificata con una Cerere, Calliope come Primavera, Tersicore come Caritas, anche per via di un'iscrizione sul basamento. Questa particolare ricchezza di significati, anche lontani dall'iconografia tradizionale, derivavano dalla particolare interpretazione che Guarino aveva dato delle Muse: Calliope come protettrice della poesia, Clio della Fama, Urania dell'astronomia, Euterpe della musica, Talia della commedia e Tersicore della danza; a Melpomene venne attribuita la cura del canto, anziché della tragedia, a Erato invece della poesia erotica quella dei matrimoni e a Polimnia, musa della poesia eroica, fu associata l'agricoltura.
L'iconografia dello studiolo ebbe un seguito nei bassorilievi di Agostino di Duccio nel Tempio Malatestiano di Rimini (eseguiti nel 1454-1456), impostati a un'analoga simbologia. 
Lo studiolo ospitava, inoltre, un particolare organo a chiocciola, simbolo dell'armonia cosmica e rappresentativo dell'ideale umanistico di Leonello. Costruito dal maestro Costantino Tantini da Modena, l'organo dello studiolo era apprezzato non solo per la sua estetica innovativa, ma anche per la sua sofisticata meccanica a tre mantici, che permetteva una costante emissione d’aria. Uno strumento analogo alla descrizione di Ciriaco d'Ancona si trova nella Madonna Roverella da Cosmè Tura, pittore contemporaneo a Costantino Tantini e attivo negli stessi anni a Ferrara. L'organo a chiocciola di Leonello era uno strumento legato alla pratica dell'otium secondo i precetti di Guarino Veronese: attraverso i suoi suoni il principe sollecitava l'intervento di Apollo e delle Muse per riportare armonia nel microcosmo.

## Stile
Tra le tavole più rappresentative, Thalia di Michele Pannonio è legata stilisticamente al gotico internazionale, con una figura sottile ed elegantemente avvitata, sottolineata da profili scivolosi che si infrangono però nel panneggio tagliente al ginocchio, mentre l'esuberante spazialità del seggio e l'estrosa ricchezza decorativa, di gusto anticheggiante, rimandano al Rinascimento padovano.
Polimnia invece, già attribuita a Francesco del Cossa ed oggi ritenuta di anonimo ferrarese, mostra invece un evidente debito ai modi di Piero della Francesca, con un impianto solenne e sintetico, che campeggia su un nitido panorama aperto.
Nella Calliope di Cosmè Tura si notano invece già stimoli che, ricomposti in maniera originale, furono alla base della scuola ferrarese: costruzione solida e prospetticamente attenta, con punto di vista ribassato, e una fantasia sfrenata nella descrizione del trono, con un libero accostamento di elementi derivanti pure dalla lezione padovana di Francesco Squarcione, ma evidenziati dalla luce incidente fino a una tensione surreale.